# Ciclo Ericsson
El ciclo Ericsson fue ideado por el inventor John Ericsson, que proyectó y construyó varios motores de aire caliente basados en diferentes ciclos termodinámicos. Es considerado el autor de dos ciclos para motores térmicos de combustión externa y constructor de motores reales basados en los ciclos mencionados.
Su primer ciclo era muy parecido al actualmente llamado ciclo Brayton (que es el que siguen las turbinas de gas), pero con combustión externa.
El presente artículo trata del segundo de sus ciclos, conocido como ciclo Ericsson.

## Ciclo Ericsson ideal

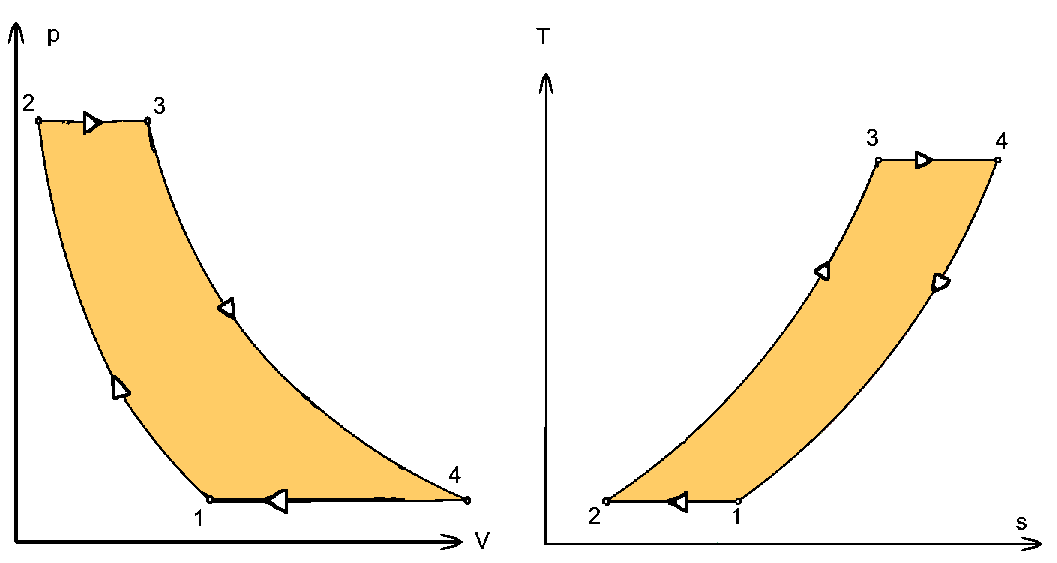
Cycle d'Ericsson

Se supone que el que sigue el ciclo es un gas. Consta de 4 fases:
- Compresión isotérmica
- Calor añadida a presión constante (calentamiento isobárico)
- Expansión isotérmica
- Enfriamiento a presión constante (enfriamiento isobárico)

## Comparación con los ciclos de Carnot y Stirling
Tanto el ciclo de Ericsson como el de Stirling son usados en motores de combustión externa. El motor de Ericsson se parece mucho al motor Stirling de doble acción, en el que el pistón desplazador actúa como pistón motor. En teoría ambos ciclos tienen un rendimiento ideal. El máximo rendimiento posible según la segunda ley de la termodinámica. El ciclo ideal por antonomasia es el ciclo de Carnot. No hay ningún motor construido que siga el ciclo de Carnot.

## Comparación con el ciclo de Brayton

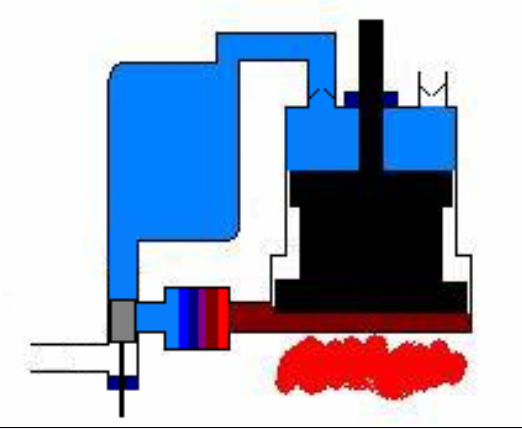
Esquema de un motor Ericsson: aire frío en azul/aire caliente en rojo oscuro/calor exterior en rojo; pistón doble-función en negro

El primer ciclo ideado por Ericsson es llamado actualmente ciclo Brayton, y usado en los motores de turbina de gas de los aviones.
El segundo ciclo inventado por Ericsson es el propiamente denominado "Ciclo Ericsson". Puede imaginarse como un ciclo Brayton ideal, con una turbina de gas llevada al límite: con una fase de compresión de muchas etapas con enfriamiento (equivalentes a una compresión refrigerada), una expansión con muchas etapas, incluyendo recalentamiento del aire de entrada con un intercambiador-recuperador. Comparado con un ciclo Brayton normal (con compresión adiabática y expansión adiabática), el ciclo Ericsson (con compresión y expansión isotérmicas) proporciona más trabajo limpio por revolución. El uso de un intercambiador-regenerador aumenta el rendimiento al reducir las necesidades de aportación de calor.
| Ciclo/Proceso            | Compresión | Calor añadida | Expansión  | Calor disipada |
| ------------------------ | ---------- | ------------- | ---------- | -------------- |
| Ericsson (Primer, 1833)  | adiabático | isobárico     | adiabático | isobárico      |
| Ericsson (Segundo, 1853) | isotérmico | isobárico     | isotérmico | isobárico      |
| Brayton (Turbina)        | adiabático | isobárico     | adiabático | isobárico      |

## Motor Ericsson
Los motores Ericsson se basan en el ciclo Ericsson. Son de combustión externa por lo que el gas motor se calienta desde el exterior. Para mejorar el rendimiento (térmico y total) el motor Ericsson dispone de un regenerador o recuperador de calor. Puede funcionar en ciclo abierto o cerrado. La expansión y la compresión se producen simultáneamente, en las caras opuestas del pistón.
Explicación del motor de la figura:
- En la posición actual (el pistón en la posición más baja) el aire de la cámara inferior se calienta mediante calor aportado exteriormente (color rojo oscuro o rojo marrón). El aire de la cámara superior ha sido aspirado al bajar el pistón y está a presión atmosférica (color azul).
- El pistón comienza a subir por la presión del aire calentado. Se producen simultáneamente la expansión del aire caliente y la compresión del aire de la cámara superior (aspirado en la fase previa). El aire pasa a la izquierda obligado por la válvula antirretorno de la admisión. Una válvula antirretorno le permite el paso al depósito acumulador de aire frío.
- En el punto muerto superior pasa al depósito frío la máxima cantidad de aire aspirado posible. La válvula de paso (dibujada abajo y a la izquierda) se abre y permite el paso del aire frío a través del recuperador hasta la cámara inferior que lo recibe.
- Un volante de inercia hace que el pistón doble-función (compresión-expansión) empiece a bajar, empujando el aire precalentado a través del  recuperador y aspire aire atmosférico a la cámara superior.
- En el cuarto inferior, el aire precalentado se acaba de calentar mientras se comprime. En la fase final el pistón llega a la posición inferior y el proceso se repite.

## El regenerador
Ericsson diseñó y construyó un intercambiador de calor de flujo mezclado y en contracorriente y lo llamó "regenerador" (en inglés "Regenerator"). Pero Robert Stirling había inventado un dispositivo similar, antes de que Ericsson, y lo llamó "economizador" (en inglés "economiser" o "economizar") debido a que ahorraba combustible.
El sistema de recuperar el calor de los gases "de escape" o "de salida" puede hacerse de diversas maneras, con válvulas o sin, o con el auxilio de dispositivos rotativos o móviles. Cuando el calor de los gases de escape sirve para calentar el aire de combustión la denominación de recuperador es más correcta, desde el punto de vista que los flujos (de escape y de aire de combustión) están separados.

## Historia
En 1791 John Barber propuso un motor de aire caliente similar a los de Ericsson y Brayton. Disponía de un compresor del tipo fuelle (como un fuelle de herrero o de fundición) y una turbina expansor. No tenía ningún recuperador o regenerador. Ericsson patentó su primer motor, basado en el ciclo Brayton de combustión externa, el año 1833 en Inglaterra (No. 6409/1833 British). Dieciocho años antes que Joule y 43 años antes que Brayton. Los motores de Brayton eran de pistones, casi todos de combustión interna y sin recuperador. Actualmente el ciclo Brayton se conoce como ciclo de la turbina de gas, que utiliza compresores y expansores de turbina (las turbinas sustituyen a los pistones). El ciclo de turbina de gas es el que siguen las turbinas de gas y los turborreactores. Algunos tipos de turbinas disponen de recuperadores de calor.
Finalmente, Ericsson abandonó el ciclo abierto y adoptó el ciclo cerrado del motor Stirling tradicional.
El motor Ericsson puede transformarse fácilmente en un motor de ciclo cerrado usando un segundo depósito frío a baja presión entre los conductos originales de entrada y escape.
En un ciclo cerrado la "baja presión" puede ser más alta que la presión atmosférica y el gas motor puede ser hidrógeno o helio. Al disponer de válvulas, la diferencia de presiones de gas (presión motriz y presión de compresión) de un motor Ericsson la potencia específica puede ser mayor que la de un motor Stirling sin válvulas. Está claro que las válvulas añaden coste y complejidad al motor. Las pérdidas mecánicas son menores en un motor Ericsson: la potencia de compresión requerida es menor, al aplicarse directamente sin tener que pasar por un cigüeñal. El motor Ericsson de pistones es, potencialmente, el que podría tener el mayor rendimiento de todos los motores. En la práctica nadie lo ha demostrado todavía.
Un motor Ericsson siguiendo el segundo ciclo fue construido como propulsor de un barco de 2000 toneladas de desplazamiento: el Ericsson. Funcionó perfectamente durante 73 horas.
La potencia era de unos 300 CV (220KW). Disponía de 4 pistones de doble función (compresión y expansión). El diámetro en la parte más grande era de 4,3 m. Se trataba de un motor muy lento, a 6,5 rpm, y una presión de 55 kPa. El consumo de carbón era más bajo que los de los motores de vapor de la época: la cifra documentada era de 4200 kg/24 h.
Las pruebas en mar fueron muy satisfactorias pero demostraron que la potencia era insuficiente para las necesidades del buque. Posteriormente el Ericsson se hundió y, cuando fue reflotado, se sustituyó el motor Ericsson por un motor de vapor.
Ericsson proyectó y construyó muchos motores, de tipos diferentes y siguiendo ciclos diversos. También utilizó muchos tipos de combustible incluyendo el carbón y la energía solar.

## Potencial actual
Las posibilidades teóricas del ciclo Ericsson son lo suficientemente grandes y lo hacen interesante en aplicaciones de recuperación de la energía de los gases de escape, energía solar y otras.
Un aspecto importante es que el volumen del recuperador no influye sobre el rendimiento del motor (a diferencia de los motores Stirling). La necesidad de válvulas y el mayor coste pueden compensarse con un rendimiento y una potencia específica más grandes.